# Strypa (dopływ Dniestru)
Strypa (ukr. Стрипа) – lewy dopływ Dniestru, o długości 147 km i powierzchni dorzecza 1610 km².
Od Buczacza płynie głębokim, wąskim jarem.
W czasie I wojny światowej w latach 1915–1916 rzeka stanowiła linię frontu pomiędzy wojskami rosyjskimi i austro-węgierskimi, w wojnie polsko-bolszewickiej linię obrony armii Ukraińskiej Republiki Ludowej, sojusznika Wojska Polskiego, pod dowództwem gen. Omelianowicza-Pawlenki przed nacierającą Armią Czerwoną (sierpień 1920).
Wzdłuż jej dolnego biegu (od ujścia do Dniestru do okolic Jazłowca) biegła zachodnia granica województwa podolskiego Korony.
Nad Strypą leżą miasta Buczacz i Zborów.
Lewym dopływem rzeki jest Olchowiec.